# Zuzana Čaputová
Zuzana Čaputová, slovaška političarka in pravnica, * 2. junij 1973, Bratislava.
Med letoma 2019 in 2024 je bila predsednica Slovaške in prva ženska na tem položaju, prav tako tudi najmlajša predsednica v zgodovini Slovaške, izvoljena pri 45 letih.

## Aktivistka in političarka
Znana je postala po zmagi v desetletju trajajočem boju proti postavitvi odlagališča strupenih odpadkov v njenem domačem kraju Pezinok. Za to je leta 2016 prejela Goldmanovo okoljsko nagrado. 
Leta 2019 je zmagala na slovaških predsedniških volitvah; v drugem krogu je prejela 58 odstotkov glasov. Leta 2023 se je Čaputovo omenjalo kot možno kandidatko za zamenjavo generalnega sekretarja zveze NATO Jensa Stoltenberga po njegovi pričakovani upokojitvi tistega leta.
Junija 2023 je Čaputová sporočila, da leta 2024 ne bo kandidirala za ponovno izvolitev, pri čemer je kot razlog navedla stres, ki so ga povzročile štiri velike krize v njenem mandatu: pandemija koronavirusa, ruska invazija na Ukrajino, energetska kriza in naraščajoča inflacija. Njeno odločitev je obžaloval češki predsednik Petr Pavel, prav tako njen predhodnik Andrej Kiska. Podobna stališča so izrazile desnosredinske in nekdanje koalicijske stranke. Opozicija na čelu s SMER-SSD, HLAS-SD in SNS je njeno odločitev pozdravila.

## Zasebno
Čaputová je ločena in ima dve hčerki. Ukvarja se z zen jogo.